# Brod nad Dyjí
Brod nad Dyjí település Csehországban, Břeclavi járásban. Brod nad Dyjí Novosedly, Dobré Pole, Dolní Dunajovice, Drnholec és Pasohlávky településekkel határos. Lakosainak száma 569 fő (2024. január 1.).

## Népesség
A település lakosságának változását az alábbi diagram mutatja:
| Lakosok száma | 774  | 1011 | 943  | 612  | 533  | 460  | 515  | 531  | 541  | 569  |
|               | 1869 | 1900 | 1921 | 1961 | 1980 | 2011 | 2016 | 2019 | 2021 | 2024 |